# 大囊异双盘吸虫
大囊异双盘吸虫（学名：Paradistomum megareceptaculum）为双腔科异双盘属的动物。分布于日本、台湾岛等地，营寄生生活，宿主锦蛇、虎斑游蛇、蝮蛇，寄生于胆囊以及胆道。